# むらすずめ
むらすずめとは、岡山県の和菓子・銘菓。

## 概要
小麦粉・卵・砂糖等を用いた生地を丸く薄く片面のみ焼き、焼いた面でつぶ餡を包んだ和菓子。その特徴は「和製クレープ」とも表現される。藤戸饅頭と並んで倉敷を代表する銘菓。
1877年（明治10年）に倉敷市の橘香堂が考案した菓子を、当時の倉敷町長・林孚一が「むらすゞめ」と名付けたのが発祥とされる。古く天領であった倉敷にはイグサの編み笠を被って踊る豊作祈願の夏祭りの伝統があり、踊る人々の編み笠がイネに群がるスズメに見えたことから祭りは「群雀（むらすずめ）」と呼ばれており、菓子の見た目がイグサの編み笠に似ていたためこの名前となった。生菓子といえば餅菓子が主流だった当事は、画期的な菓子として注目された。
発祥には異説もあり、倉敷出身で岡山銘菓「調布」を考案した間野与平が「むらすずめ」も考案したと伝えられている。与平の流れを汲む1889年（明治22年）創業の翁軒が販売する「調布」に付属する説明書きにはその旨が記されているが、現在翁軒では「むらすずめ」は販売していない。
現在では「むらすずめ」は倉敷市・岡山市を中心に数店舗の和菓子店で販売されているが、地元倉敷においても橘香堂が知名度で他を圧倒している。